# Wangjingparken
Wangjingparken  (kinesiska: 望京公园) eller Chaoyang Wangjing Gongyuan (kinesiska: 朝阳望京公园) är en park i Peking i Kina. Wangjingparken ligger där Airport Expressway skär nordöstra Femte ringvägen.
Wangjingparken ligger 41 meter över havet. Terrängen runt Wangjingparken är mycket platt. Runt Wangjingparken är det mycket tätbefolkat, med 1 361 invånare per kvadratkilometer. Runt Wangjingparken är det i huvudsak tätbebyggt.
Inlandsklimat råder i trakten. Årsmedeltemperaturen i trakten är 15 °C. Den varmaste månaden är juli, då medeltemperaturen är 29 °C, och den kallaste är januari, med −3 °C. Genomsnittlig årsnederbörd är 711 millimeter. Den regnigaste månaden är juli, med i genomsnitt 222 mm nederbörd, och den torraste är januari, med 2 mm nederbörd.